# John N. Garner
John N. Garner (n. 22 noiembrie 1868, Texas, SUA – d. 7 noiembrie 1967, Uvalde⁠(d), Texas, SUA) a fost un politician american, Vicepreședinte al Statelor Unite ale Americii între 1933 și 1941.